# Полманс, Марк
Марк Дэвид Полманс (англ. Marc David Polmans; род. 2 мая 1997, Дурбан, Квазулу-Натал) — австралийский профессиональный теннисист; полуфиналист одного турнира Большого шлема в парном разряде (Чемпионат Австралии-2017), полуфиналист трёх турнира Большого шлема в смешанном парном разряде (Чемпионат Австралии-2021, Чемпионат Австралии-2023, Чемпионат Австралии-2024); победитель одиннадцати турниров ATP Challenger (три — в одиночном разряде).
Победитель юниорского турнира Большого шлема в парном разряде (Чемпионат Австралии-2015); участник юношеских Олимпийских игр 2014 года.

## Общая информация
Марк Полманс родился 2 мая 1997 года в небольшом прибрежном городке Аманзимтоти, недалеко от Дурбана, провинция Квазулу-Натал, в ЮАР.
Но в детстве с родителями он переехал в Австралию и сегодня является натурализованным гражданином Австралии.

## Спортивная карьера
В 2016—2023 годах стал победителем трёх турниров ATP серии «челленджер» и десяти турниров ITF серии «фьючерс» в одиночном разряде.
И в 2014—2023 годах стал победителем ещё восьми «челленджеров» и двенадцати «фьючерсов» в парном разряде.

### 2017
В январе 2017 года он дошёл до полуфинала парного разряда Открытого чемпионата Австралии вместе со своим соотечественником Эндрю Уиттингтоном, в котором они проиграли Хенри Континену и Джону Пирсу, — которые в итоге стали чемпионами в парном разряде этого турнира.

### 2023—2024
В январе 2023 года он дошёл до полуфинала в смешанном парном разряде Открытого чемпионата Австралии вместе с соотечественницей Оливией Гадецки, в котором они проиграли Луизе Стефани и Рафаэлу Матосу.
Он также участвовал в парном разряде этого турнира вместе со своим соотечественником Алексеем Попыриным, и в первом раунде соревнований победил Факундо Багниса и Роберта Галлоуэя, но во втором круге проиграл Радживу Раму и Джо Солсбери.
В середине января 2024 года он вновь дошёл до полуфинала в смешанном парном разряде Открытого чемпионата Австралии вместе с соотечественницей Оливией Гадецки, в котором они проиграли Дезире Кравчик и Нилу Скупски.
В одиночном разряде этого турнира в первом раунде соревнований он проиграл своему соотечественнику Алексею Попырину со счётом: 3-6, 6-7, 2-6.
Он также участвовал в парном разряде этого турнира вместе со своим соотечественником Джеймсом Даквортом, но в первом круге они проиграли Рохану Бопанна и Мэттью Эбдену, — которые в итоге стали чемпионами в парном разряде этого турнира.

## Рейтинг на конец года
| Год  | Одиночный рейтинг | Парный рейтинг |
| 2023 | 150               | 239            |
| 2022 | 336               | 271            |
| 2021 | 194               | 101            |
| 2020 | 124               | 130            |
| 2019 | 136               | 198            |
| 2018 | 144               | 232            |
| 2017 | 318               | 70             |
| 2016 | 226               | 273            |
| 2015 | 843               | 269            |
| 2014 | 1035              | 756            |